# Koszmosz–117
A Koszmosz–117 (oroszul: Космос 117) a szovjet Koszmosz műhold-sorozat tagja. Első generációs Zenyit–2 felderítő műhold.

## Küldetés
Kialakított pályasíkja mentén fototechnikai felderítést, műszereivel atomkísérletek ellenőrzését végezte. Technikai eszközeivel meteorológiai előrejelzést elősegítő fotófelvételeket is készített.

## Jellemzői
Az OKB–1 tervezőirodában kifejlesztett és építését felügyelő műhold. A Zenyit–2 ember szállítására fejlesztett űreszköz, hasznos terében helyezték el a műszereket. Dnyipropetrovszk (oroszul: Днепропетровск), Ukrajnában OKB–586 a Déli Gépgyár (Juzsmas) volt a központja több Koszmosz műhold összeszerelésének. Üzemeltetője a moszkvai  honvédelmi minisztérium (Министерство обороны).
1966. május 6-án a Bajkonuri űrrepülőtér indítóállomásról egy Voszhod (11A57) hordozórakétával juttatták Föld körüli pályára. Az orbitális egység pályája 89,5 perces, 64,9 fokos hajlásszögű, az elliptikus pálya perigeuma 204 kilométer, apogeuma 296 kilométer volt. Hasznos tömege 4730 kilogramm. A sorozat felépítését, szerkezetét, alapvető fedélzeti rendszereit tekintve egységesített, szabványosított tudományos-kutató űreszköz. Áramforrása kémiai akkumulátorok, szolgálati élettartama 12 nap.
A Koszmosz–115 programját folytatta. A fedélzeten elhelyezett rádióadó által sugárzott jelek fáziskülönbségének méréséből következtetéseket lehetett levonni az ionoszféra szerkezetéről. Az éjszakai ionoszféra F-rétege magasságbeli és kiterjedésbeli inhomogenitásainak mérése a 20 MHz-es fedélzeti adó jeleinek fluktuációváltozásaiból történt. Kamerái SZA-10 (0,2 méter felbontású), SZA-20 (1 méter felbontású) típusú eszközök voltak.
1966. május 14-én 8 napos szolgálat után, földi parancsra belépett a légkörbe és hagyományos módon – ejtőernyős leereszkedés – visszatért a Földre.